# ケネス・ファビアン・テンシオ・エスキヴェル
ケネス・ファビアン・テンシオ・エスキヴェル（スペイン語: Kenneth Fabian Tencio Esquivel、1993年12月6日 - ）は、コスタリカのフリースタイルBMX選手。コスタリカで行われたBMXフリースタイル競技大会 “X-Knights” に出場経験があり、2018年のアーバンサイクリング世界選手権大会では銀メダルを獲得し、2021年の東京2020オリンピック競技大会に出場した。
2021年に出場した東京オリンピックでは、BMXフリースタイルに出場、84.20ポイントで4位となった。